# Actinothoe albocincta
Actinothoe albocincta är en havsanemonart som först beskrevs av Hutton 1878.  Actinothoe albocincta ingår i släktet Actinothoe och familjen Sagartiidae. Inga underarter finns listade i Catalogue of Life.